# Empty Suit Blues
| Recensione | Giudizio |
| ---------- | -------- |
| AllMusic   |          |

Empty Suit Blues è un album discografico a nome di Ray Linn and the Chicago Stompers with Mary Ann McCall, pubblicato dall'etichetta discografica Discovery Records nel 1981.

## Tracce

### LP
Lato A
1. Empty Suit Blues – 3:46 (Ray Linn)
2. I'm Sorry I Made You Cry – 2:55 (N.J. Clesi)
3. A Hundred Years from Today – 3:51 (Ned Washington, Joe Young)
4. The Blues My Naughty Sweetie Gives to Me – 3:53 (Charles McCarron, Carey Morgan, Arthur Swanstrom)
5. Nobody Else But Me – 3:44 (Oscar Hammerstein II, Jerome Kern)
6. You Don't Say! – 3:03 (Ray Linn)

Lato B
1. Memories of You – 3:46 (Andy Razaf, Eubie Blake)
2. Do You Know What It Means to Miss New Orleans? – 3:33 (Louis Alter, Edgar Delange)
3. Struttin' with Some Barbecue – 5:39 (Lillian Armstrong)
4. Stars Fell on Alabama – 3:07 (Mitchell Parish, Frank Perkins)
5. Mambo Connie – 2:37 (Ray Linn)
6. What Is There to Say? – 2:29 (E.Y. Harburg, Vernon Duke)

## Musicisti
- Ray Linn - tromba, arrangiamenti
- Mary Ann McCall - voce
- Gary Foster - clarinetto, sassofono alto, sassofono baritono, flauto
- Eddie Miller - sassofono tenore, clarinetto
- Bob Havens - trombone
- Dave Frishberg - pianoforte
- Jim Hughart - contrabbasso
- Dick Berk - batteria, percussioni latine

Note aggiuntive
- Albert L. Marx - produttore (Albert Marx Production)
- Registrazioni effettuate al T.T.G. Studio 1 di Los Angeles, California il 26 settembre 1980
- Bryan Campbell - ingegnere delle registrazioni
- Dave Ellsworth - ingegnere mastering (KM Records)
- Sandra Wallace - foto copertina album
- Lenora Hennessy - design copertina album
- Harvey Siders - note retrocopertina album[1]